# Thomas Anson (2e comte de Lichfield)
Thomas George Anson, 2e comte de Lichfield (15 août 1825 - 7 janvier 1892), connu sous le nom de vicomte Anson de 1831 à 1854, est un homme politique britannique de la famille Anson.

## Jeunesse
Il est l'aîné de quatre fils et quatre filles nés de Thomas Anson (1er comte de Lichfield) et de son épouse Louisa Catherine Philips. Il est le frère d'Augustus Anson, un militaire qui reçoit la Croix de Victoria, et Adelbert John Robert Anson, un ecclésiastique qui est évêque de Qu'Apelle au Canada.
Ses grands-parents paternels sont Thomas Anson (1er vicomte Anson), et sa femme Anne Margaret, fille de Thomas Coke, 1er comte de Leicester. Son oncle paternel est le major-général George Anson. Son grand-père maternel est Nathaniel Philips.
Il fait ses études au Collège d'Eton, à Windsor, en Angleterre.

## Carrière
Entre 1846 et 1847, le vicomte Anson est au ministère des Affaires étrangères. Il est élu au Parlement pour Lichfield en 1847, un siège qu'il occupe jusqu'en 1854, date à laquelle il succède à son père dans le comté et prend son siège à la Chambre des lords. Il devient aussi 3e baron Soberton et 4e vicomte Anson.
De 1863 à 1871, il exerce les fonctions de Lord-lieutenant du Staffordshire. Son siège est Shugborough Hall. En 1876, ses domaines du Staffordshire s'élevaient à 21 433 acres.

## Vie privée
Le 10 avril 1855, Lord Lichfield épouse Harriett Georgiana Louisa, fille de James Hamilton (1er duc d'Abercorn) et Louisa Hamilton, duchesse d'Abercorn (la fille aînée de John Russell (6e duc de Bedford), et de sa seconde épouse, Georgiana Gordon, et la sœur du premier ministre John Russell (1er comte Russell)). Ensemble, ils ont neuf fils et quatre filles :
- Thomas Francis Anson, 3e comte de Lichfield (1856-1918), qui épouse sa cousine, Mildred Coke, fille de Thomas Coke (2e comte de Leicester) [1]
- George Augustus Anson (1857-1947), qui épouse Blanche Mary Miller en 1884[1]
- Henry James Anson (1858-1904), qui épouse Adelaide Audrey Ryder, fille de Henry Ryder, 4e comte de Harrowby en 1902[1]
- Florence Beatrice Anson (1860-1946), qui épouse le colonel Henry Streatfeild (petit-fils d'Henrietta Mildred Hodgson) en 1885[1]
- Frederic William Anson (1862-1917), qui épouse Florence Louisa Jane Lane, en 1886[1]
- Claud Anson (1864-1947), qui épouse Clodagh Beresford, fille de John Beresford (5e marquis de Waterford), en 1901[1]
- Beatrice Anson (1865-1919), qui épouse le lieutenant-colonel Richard Hamilton Rawson en 1890[1]
- Francis Anson (1867-1928), qui épouse Caroline Cleveland, fille de George Cleveland, un éleveur de moutons du Texas, États-Unis, en 1892[1]
- Mary Maud Anson (1869-1961), qui épouse Edward Alan Dudley Ryder, fils de Henry Ryder, 4e comte de Harrowby, en 1893[1]
- Edith Anson (1870-1932), qui épouse Lionel King, 3e comte de Lovelace en 1895[1]
- William Anson (1872-1926), qui épouse l'actrice Louisa van Wagenen en 1917
- Evelyn Anson (1873-1895), qui ne s'est pas mariée[1]
- Alfred Anson (1876-1944), qui en 1912 épouse Lela née Alexander) Emery, la mère de John J. Emery et Audrey, princesse Romanovskaya-Ilyinskaya

Lord Lichfield meurt en janvier 1892, à l'âge de 66 ans, et est enterré à l'église St Stephen à Great Haywood. Il est remplacé comme comte de Lichfield par son fils aîné Thomas. Lady Lichfield est décédée en 1913.